# Alexander Frame Lithgow
Alexander Frame Lithgow (Glasgow, 1 december 1870 – Launceston, 12 juli 1929) was een Schots-Australisch componist, dirigent, violist en kornettist. In vakkringen werd hij ook als Marsenkoning van de Zuidelijke Grote Oceaan bekend. 

## Levensloop
Lithgow emigreerde met zijn ouders al op zesjarige leeftijd naar Invercargill. Aldaar groeide hij op en was geïnteresseerd in IJshockey, circus en rugby. Het gezin was erg muzikaal en vormde de zes leden tellende "Lithgow Concert Company", die in de regio Southland musiceerde. Op elfjarige leeftijd leerde hij met zijn vader de kornet te bespelen en werd lid van de Invercargill Garrison Band, een brassband en werd in 1886 de 1e kornettist. Verder kreeg hij vioolles. In 1887 werd zijn eerste compositie Wairoa gepubliceerd. In het Theatre Royal orchestra speelde hij de 1e viool en trad als kornetsolist op bij Nationale wedstrijden. Vanaf 1893 verzorgde hij in heel Nieuw-Zeeland concerten als kornet solist. 
Hij was ook lid van de Star Rugby football club in Invercargill. 
In 1894 verhuisde hij naar Tasmanië en werd dirigent van de St Joseph's Total Abstinence Society Band in Launceston. Daarnaast was hij werkzaam als typograaf bij de dagbladen The Examiner en de Daily Telegraph. Op 6 juni 1900 huwde hij met Elizabeth Hill Telfer in Launceston. In 1901 ging hij voor twee jaar terug naar Nieuw-Zeeland en dirigeerde de Woolston Band in Christchurch. Deze brassband speelde tijdens een weldadigheidsconcert uitsluitend composities van Lithgow. In 1901 componeerde hij zijn Invercargill March, een in de hele regio, maar ook in het buitenland, overbekende mars. In 1904 - intussen weer terug in Tasmanië - werd hij dirigent van het 12th Battalion Launceston Regiment Band van het Australische leger.
In 1923 richtte hij het Launceston Concert Orchestra, waarvoor hij ook een aantal werken componeerde.
Als componist schreef hij voor verschillende genres, maar vooral zijn rond 200 marsen werden in de hele wereld bekend. Daarom werd hij ook als Marsenkoning van de Zuidelijke Grote Oceaan, of in de Verenigde Staten the Sousa of the Antipodes bekend. 

## Composities

### Werken voor harmonieorkest of brassband
- 1887 Wairoa, voor brassband
- 1894 The Cataract, voor brassband - benoemd naar Cataract Gorge, Launceston
- 1900 Australis, voor kornet (of piccolo) en harmonieorkest
- 1901 Invercargill March, voor brassband - voor harmonieorkest bewerkt in 1913 door Louis-Philippe Laurendeau alsook door Richard E. Thurston
- 1901 Le Cirque - Fantasia
- 1911 Gippsland, voor brassband - voor harmonieorkest bewerkt in 1914 door Mayhew Lester Lake
- 1916 March of the ANZACs
- 1917 Land of Moa, voor brassband - voor harmonieorkest bewerkt door Mayhew Lester Lake
- 1917 March of the Anzacs - Australia, voor brassband
- 1917 Sons of Australia march - voor harmonieorkest bewerkt door Mayhew Lester Lake
- 1917 The Wallabies, mars
- 1917 Vera, valse lente voor harmonieorkest
- 1918 Pozieres
- 1920 Sons of New Zealand - voor harmonieorkest bewerkt door Mayhew Lester Lake
- 1922 Scotch Collegians
- 1925 Queen of the South, mars - opgedragen aan Tasmanië
- 1926 Australia to-day - depicting the triumphal march of industry, karakteristiek intermezzo
- 1926 Evandale, mars - opgedragen aan Colonel Hawley of Evandale
- 1928 Haeremai, mars - "Haeremai" is voor de Maori het woord voor welkom
- 1928 Home Vale, mars
- 1928 Osborne, mars - opgedragen aan: Mrs W Hunt and Mr & Mrs Wilson, "Osborne", Birches Bay (Tasmanië)
- 1929 Hathaway, mars - opgedragen aan: Richard Darcey of 'Hathaway' in Hobart, Tasmanië
- 1929 Toowoomba, mars
- 12th Australian Infantry Regiment march
- Artillery
- Australian girls
- Australian wedding march
- Belle of Wooloomooloo, mars voor brassband
- Bessica waltz
- Boomerang
- Brigade of guards
- Canberra
- Fighting Mac
- Gallipoli
- Galvini march
- Honour the brave - An Anzac memorial hymn, voor brassband - bewerkt voor harmonieorkest door Neil Turnbull
- In old Barcelona, Spaanse dans
- Kia ora (Good luck) - Maori march - opgedragen aan Lieut. T. Herd, Bandmaster, Wellington Garrison Band
- Marche Indienne - Hindu march
- Middlington
- Mischievous Tom
- National guard, mars voor brassband
- New South Wales - Westralia, mars voor brassband
- New Zealand march
- Oakland (USA)
- Queen of the north (Queensland), mars
- Rauparaha (Māori chief)
- Regimental pride march
- Royal Australian Navy, mars voor brassband
- Rylanda
- Southstralia, mars voor brassband
- St. Joseph's quickstep
- Stars and cross
- Sunshine, mars - opgedragen aan: H.V. McKay, of Sunshine harvester fame
- Tasma
- The Aboriginal, concertmars
- The courier
- The Kangaroo march
- The Lieutenant march
- The march across the sky - the official song of the Air Training Corps - tekst: Colin Simpson - gebaseerd op de "Invercargill March"
- The review march
- The skipper, mars voor brassband
- The Vikings
- The warblers' serenade - a musical travestie
- Triumph in the capital
- United Empire, mars
- Victoria
- Westbury march, voor brassband - opgedragen aan: John Ward, Invercargill, New Zealand

### Kamermuziek
- Australis, voor kornet (of piccolo) en piano
- Tasmania, voor twee kornetten en piano

### Werken voor piano
- 1916 The Southlanders - New Zealand territorials, mars
- 1925 Queen of the South, mars
- New Zealand march
- Queen o'dreams, wals intermezzo